# Forcepsioneura grossiorum
Forcepsioneura grossiorum – gatunek ważki z rodziny łątkowatych (Coenagrionidae). Znany tylko z Nova Friburgo w stanie Rio de Janeiro w południowo-wschodniej Brazylii.